# Tanxugueiras
Tanxugueiras é um trio de tocadoras (pandeireteiras) de pandeiros galegos (pandeiretas) formado por Aida Tarrío e as irmãs gêmeas Olaia e Sabela Maneiro. Começaram a trabalhar juntas sob o nome de Tanxugueiras em 2016.
O nome do grupo se origina em um microtopônimo. Este é o nome de umas quintas da freguesia de Fumaces, no concelho de Riós, que significa lugar de texugos (em galego tambem dito teixugo ou tanxugo)
O grupo trabalha com o repertório da música tradicional galega. No entanto, elas tentam dar às peças uma sonoridade mais moderna, o que as aproxima do estilo da World Music ou até mesmo do pop-rock e a música eletrónica. Também procuram destacar questões como a compreensão entre os povos, a defesa da cultura e a língua galega e o empoderamento das mulheres, entre outras.

## História
A fama dos Tanxugueiras começou muito antes de lançarem o seu primeiro disco. No início de 2017, viralizou-se um vídeo nas redes sociais a cantar com umas padeiras antes de um show com a Banda das Crechas em Glasgow.
Na primavera de 2018 editaram o seu primeiro álbum com o mesmo nome do grupo, Tanxugueiras. Este ganhou o Prêmio MIN de melhor disco em Galego 2018. O single de apresentação foi "Que nom me neguen", no qual tiveram a colaboração de Guadi Galego (ex-cantora dos Berrogüetto). No mesmo ano, lançaram um single de rock chamado "Critical Culture", no qual colaboraram com a banda NAO e o grupo de rap SonDaRúa. Eles também colaboraram com o grupo folk escocês Shooglenifty na música "East West". Durante a turnê elas visitaram lugares como Cuba, a Índia, a Suíça e a Escócia. Tambem participarom em festivais na Galiza coma o Cantos na Maré.
Em meados de 2019, foram galardoados com o Prémio Martín Códax de Música na categoria de folk e música tradicional galega. O seu segundo álbum, Contrapunto, foi lançado em novembro, produzido por Tanxugueiras com a colaboração de Isaac Palacín (ex baterista de Berrogüetto) que também toca bateria. Juntamente com peças mais próximas da música tradicional, como "Perfidia" ou "Miña Nai", outras músicas como "Malquerenza" ou "Desposorio" têm sons que lembram o pop ou mesmo a música eletrônica. Da mesma forma, o álbum continua a reivindicar a figura da mulher na música tradicional e na sociedade, aspecto que é ilustrado nos vídeos de apresentação do álbum, que correspondem às canções "Desposorio" e "Perfidia".
No ano de 2020 recebem o prêmio de Melhor Adaptação de Peça Tradicional nos XIX Prêmios La Opinión de Música de Raíz. Contrapunto também é reconhecido como um dos melhores discos da World Music Charts Europe.
Em suas obras do ano de 2021, percebe-se uma evolução no sentido da fusão entre música tradicional e sons próximos ao trap e à música eletrônica. Um dos seus singles desse ano, "Figa", foi escolhido numa votação não vinculativa entre os fãs do concurso como tema favorito para participar na edição de 2022 do Festival Eurovisão da Canção. A 10 de dezembro, a Televisão Espanhola (TVE) confirmou a sua presença entre os catorze artistas pré-seleccionados que vão concorrer a um lugar no Festival de Benidorm. De acordo com as regras do concurso, para sua participação elas apresentaram um tema inédito intitulado Terra. A música foi bem recebida, superando, no primeiro dia, meio milhão de visualizações em plataformas como YouTube, Spotify e Apple Music. 

## Discografia
O primeiro álbum, Tanxugueiras, foi lançado em 2018. Tem as seguintes onze faixas, nesta ordem: 
- "Ai a ribeira"
- "Non cho sei"
- "Aldeinha de Moscoso"
- "Bembibre"
- "Tanxugueiras"
- "A de sempre"
- "En Piornedo"
- "Hermillans"
- "Que non mo neguen"
- "Oleró"
- "Glasgow"

O segundo álbum, Contrapunto, foi lançado em 2019. Tem dez temas, nessa ordem:
- "Autocracia"
- "Albedrio"
- "Perfidia"
- "Irmandade"
- "Miña Nena"
- "Miña Nai"
- "O Querer"
- "Malquerenza"
- "Desposorio"
- "Maltraer"

Em junho de 2020, com motivo do Dia da Música, lançaram o single "Telo". Em fevereiro de 2021 lançaram uma nova faixa com a colaboração de Xisco Feijoo, "Midas", e em julho de 2021 lançaram "Figa".

## Prêmios e reconhecimentos
- XIX Prémios La Opinión de Música de Raíz 2020 (Melhor adaptação de uma peça tradicional) [17]
- World Music Charts Europe 2020 (20 melhores discos de World Music em maio de 2020)
- Concurso aRi(t)mar Galiza e Portugal 2019 (Melhor Música da Galiza 2019) [18]
- Prémios Mestre Mateo para Audiovisual Galego 2019 (Finalistas Melhor Videoclipe para Perfidia ) [19]
- Scots Trad Music Awards 2019 (Finalistas na categoria de Melhor Vídeo com Shooglenifty) [20]
- Prémio MIN de música Independente 2019 (Finalistas Melhor Álbum Galego)
- Prémio Martín Códax da Musica 2019 (Melhor Grupo de Música Tradicional e Folclórica)
- Prémio de música Independente 2018 (Melhor Álbum Galego)